# Lepechinia ganderi
Lepechinia ganderi är en kransblommig växtart som beskrevs av Carl Clawson Epling. Lepechinia ganderi ingår i släktet Lepechinia och familjen kransblommiga växter. Inga underarter finns listade i Catalogue of Life.